# 磨池镇
磨池镇，是中华人民共和国四川省乐山市井研县曾经下辖的一个镇。2019年12月，撤销磨池镇，将其所属行政区域划归王村镇管辖。

## 行政区划
磨池镇撤销前下辖以下地区：
磨池街社区、磨池村、元丰村、龙池村和金家沟村。